# Lampada UHP
La tecnologia UHP, o lampada ai vapori di mercurio ad altissime prestazioni, è stata sviluppata da Philips nel 1995 per l'utilizzo in sistemi commerciali di proiezione, proiettori home theatre, MD-PTV e video wall. Diversamente dalle comuni lampade a vapori di mercurio, le prestazioni migliori sono ottenute grazie all'attento allineamento ottico, alla pressione dei vapori metallici all'interno del tubo e la presenza di un ciclo alogeno (analogo al ciclo di funzionamento delle lampade alogene), che riduce l'annerimento del tubo di scarica..

## Aziende che utilizzano la tecnologia
- Iwasaki (HSCR)
- Osram/Sylvania (P-VIP)
- Panasonic, Matsushita (HS)
- Philips (UHP)
- Phoenix (SHP)
- Ushio (NSH)
- Epson (UHP)

## Dispositivi che usano lampade UHP
- sistemi di retroproiezione TV Samsung DLP.
- sistemi di retroproiezione TV Sony LCD.
- la maggior parte dei produttori di proiettori digitali fabbricati dal 2001 (eccetto quelli a luce LED)
- Olympus ILP-2 High Intensity Light Source
- i televisori a proiezione Mitsubishi DLP
- la serie Sim7 LCoS di proiettori di simulazione Barco

## Riferimenti
- Guenther Derra et al., UHP lamp systems for projection applications, in J. Phys. D: Appl. Phys., vol. 38, n. 17, 2005,  pp. 2995–3010, DOI:10.1088/0022-3727/38/17/R01.

- Pavel Pekarski et al., UHP Lamps for Projection Systems, in International Conference on Phenomena in Ionized Gases, Philips Research Laboratories, Weisshausstr.2, D-52066 Aachen, Germany, 2003.